# Liasis
Liasis – rodzaj węży z rodziny pytonów (Pythonidae).

## Rozmieszczenie geograficzne
Rodzaj obejmuje gatunki występujące w Indonezji, Timorze Wschodnim, Papui-Nowej Gwinei i w Australii.

## Systematyka
Rodzaj nazwał w 1842 roku angielski zoolog John Edward Gray w rozdziale zatytułowanym Streszczenie gatunku węży chwytnoogonowych, czyli rodziny Boidae opublikowanym w publikacji własnego autorstwa o tytule Różności zoologiczne: okazjonalnie nastąpi ciąg dalszy . Gatunkiem typowym jest (późniejsze oznaczenie) L. mackloti.

### Etymologia
- Liasis: J.E. Gray nie wyjaśnił etymologii nazwy zwyczajowej[3][2], najprawdopodobniej nazwa bez znaczenia.
- Katrinus: Katrina Hoser, matka autora[4]. Gatunek typowy: Liasis fuscus Peters, 1873.

### Podział systematyczny
Do rodzaju należą następujące gatunki: 
- Liasis fuscus Peters, 1873
- Liasis mackloti Duméril & Bibron, 1844
- Liasis olivaceus Gray, 1842 – pyton oliwkowy[6]